# Cafezal do Sul
Cafezal do Sul ist ein brasilianisches Munizip im Nordwesten des Bundesstaats Paraná. Es hat 4.473 Einwohner (2022), die sich Cafezalenser nennen. Seine Fläche beträgt 335 km². Es liegt 390 Meter über dem Meeresspiegel.

## Etymologie
Der Name Cafezal bedeutet auf Deutsch Kaffeeplantage. Er geht auf den Namen der Siedlungsgesellschaft zurück, die das Gebiet gerodet, erschlossen und vermarktet hat.

## Geschichte

### Besiedlung
Die Besiedlung des Gebiets begann 1952 durch die Kolonisationsgesellschaft Cafezal, die 18.000 Alqueires (432 km²) vom Staat Paraná erwarb, um sie zu besiedeln.
Die Rodung des Landes begann mit der Ankunft verschiedener Personen hauptsächlich aus dem Nordosten Brasiliens, wie Cipriano José da Silva (1952), José Felix Santana (1952), José Custódio aus Paraíba, bekannt als Zé Canção, und João Barbosa, der auch Bauunternehmer für die Kolonisationsgesellschaft Cafezal war, die die Straße baute und den Wald abholzte.
Die Ankunft der Pioniere aus dem Nordosten, die hauptsächlich vom Bundesstaat São Paulo her kamen, wo es kaum Arbeit gab, erfolgte mit dem Bus bis Umuarama. Dann ging es zu Fuß, mit Tieren oder mit dem Jeep nach Cafezal. Die Arbeiten der Companhia Melhoramentos Norte do Paraná erstreckten sich bis nach Umuarama, während Cafezal von der Colonizadora Cafezal kolonisiert wurde. Deshalb wurde der Zugang für diejenigen schwierig, die über den Norden Paranás in Umuarama ankamen.
Das erste Holzhaus, das 1953 im Stadtgebiet gebaut wurde, gehörte  Manoel Ribeiro Coutinho. Die erste Schule wurde 1955 von der Siedlungsgesellschaft selbst gebaut.

### Erhebung zum Munizip
Cafezal do Sul wurde durch das Staatsgesetz Nr. 9345 vom 20. Juli 1990 aus Iporã ausgegliedert und in den Rang eines Munizips erhoben. Es wurde am 1. Januar 1993 als Munizip installiert.

## Geografie

### Fläche und Lage
Cafezal do Sul liegt auf dem Terceiro Planalto Paranaense (der Dritten oder Guarapuava-Hochebene von Paraná). Seine Fläche beträgt 335 km². Es liegt auf einer Höhe von 390 Metern.

### Vegetation
Das Biom von Cafezal do Sul ist Mata Atlântica.

### Klima
Das Klima ist tropisch. Es werden hohe Niederschlagsmengen verzeichnet (1741 mm pro Jahr). Im Jahresdurchschnitt liegt die Temperatur bei 22,7 °C. Die Klimaklassifikation nach Köppen und Geiger lautet Af.

### Gewässer
Cafezal do Sul liegt im Einzugsgebiet des Rio Piquiri. Dessen rechter Nebenfluss Rio Xambrê bildet die nordwestliche Grenze des Munizips. Der Ribeirão Jangada durchfließt das Munizip nach Südwesten in Richtung Rio Piquiri.

### Straßen
Cafezal do Sul ist über die PR-323 mit Iporã im Westen und Umuarama im Nordosten verbunden.

### Nachbarmunizipien
| Pérola |                                             | Umuarama     |
|        | Kompassrose, die auf Nachbargemeinden zeigt | Perobal      |
| Iporã  |                                             | Alto Piquiri |

## Stadtverwaltung
Bürgermeister: Mario Junio Kazuo da Silva, PSB (2021–2024)
Vizebürgermeister: Pedro Minoru Inoue, DEM (2021–2024)

## Demografie

### Bevölkerungsentwicklung
| Jahr | Einwohner | Stadt | Land |
| ---- | --------- | ----- | ---- |
| 2000 | 4.648     | 66 %  | 34 % |
| 2010 | 4.290     | 78 %  | 22 % |
| 2022 | 4.473     |       |      |

Quelle: IBGE, bis 2010: Volkszählungen und Volkszählung 2022

### Ethnische Zusammensetzung
| Gruppe * | 2000    | 2010    | wer sich als …                                                                   |
| --- | ------- | ------- | -------------------------------------------------------------------------------- |
| Weiße | 68,0 %  | 54,1 %  | weiß bezeichnet                                                                  |
| Schwarze | 2,6 %   | 4,7 %   | schwarz bezeichnet                                                               |
| Gelbe | 0,7 %   | 1,1 %   | von fernöstlicher Herkunft wie japanisch, chinesisch, koreanisch etc. bezeichnet |
| Braune | 28,6 %  | 40,1 %  | braun oder als Mischung aus mehreren Gruppen bezeichnet                          |
| Indigene | 0,0 %   | 0,0 %   | Ureinwohner oder Indio bezeichnet                                                |
| ohne Angabe | 0,1 %   | 0,0 %   |                                                                                  |
| Gesamt | 100,0 % | 100,0 % |                                                                                  |
| *) Anmerkung: Das IBGE verwendet für Volkszählungen ausschließlich diese fünf Gruppen. Es verzichtet bewusst auf Erläuterungen. Die Zugehörigkeit wird vom Einwohner selbst festgelegt. |         |         |                                                                                  |

Quelle: IBGE (Stand: 1991, 2000 und 2010)